# Elizabeth de Vere
Lady Elizabeth de Vere, contessa di Derby (Theobalds House, 2 luglio 1575 – Richmond upon Thames, 10 marzo 1627), è stata una nobildonna inglese.

## Biografia
Era la figlia di Edward de Vere, XVII conte di Oxford e Anne Cecil, figlia di William Cecil, I barone Burghley, capo consigliere della regina Elisabetta I e membro del suo Consiglio privato.
La sua nascita avvenne mentre il padre era in visita nel continente. Al suo ritorno in Inghilterra, egli sospettava che la moglie lo avesse tradito e si separò da lei. In seguito si riconciliarono nel gennaio del 1582.
Dopo la morte della madre, lei e i suoi fratelli venne allevati dalla nonna dove ricevettero un'ottima educazione. Nel 1591 il padre di Elizabeth sposò, Elizabeth Trentham, che il 24 febbraio, 1593 ha dato alla luce un figlio, Henry, che in seguito sarebbe successo al padre.
Elizabeth divenne una damigella d'onore della regina Elisabetta, carica che mantenne fino al suo matrimonio.

## Matrimonio
Nel 1590 si organizzò il suo matrimonio con Henry Wriothesley, III conte di Southampton.
Il 26 gennaio 1595, sposò William Stanley, VI conte di Derby (1561-29 settembre 1642), a Greenwich Palace, in presenza della regina Elisabetta. Si sostiene che William Shakespeare scrisse l'opera Sogno di una notte di mezza estate in occasione del loro matrimonio.
Ebbero cinque figli:
- Lady Anna Stanley (1600-febbraio 1657), sposò in prime nozze, Sir Henry Portman, in seconde nozze Robert Kerr, I conte di Ancram, ebbero figli;
- James Stanley, VII conte di Derby (31 gennaio 1607-15 ottobre 1651), sposò Charlotte de la Tremoille, ebbero figli;
- Sir Robert Stanley (?-1632), sposò Elizabeth Gole, ebbero figli;
- Elizabeth Stanley (morta giovane);
- Elizabeth Stanley (morta giovane).

## Morte
Morì il 10 marzo 1627 a Richmond, Surrey, e fu sepolta il giorno successivo nell'Abbazia di Westminster, Londra.